# Kongenitale Myopathie
Die kongenitale Myopathie ist eine Gruppe angeborener Erkrankung der Muskulatur, die schon in den ersten Lebensmonaten mit Muskelschwäche und Muskelhypotonie auffallen. Im Elektronenmikroskop finden sich Veränderungen der Muskelstruktur.
Die Erstbeschreibung einer kongenitalen Myopathie stammt aus dem Jahre 1956 durch die US-Amerikaner G. Milton Shy und Kenneth R. Magee.

## Verbreitung und Ursache
Die Häufigkeit wird auf 1 zu 20.000 Neugeborene geschätzt. Ursache sind Mutationen an verschiedenen Genen.
Die häufigsten Erkrankungen bzw. Krankheitsgruppen sind:
- Nemalin-Myopathie
- Central-Core-Myopathie
- Myotubuläre Myopathie
- Myopathie mit kongenitaler Fasertypendisproportion

## Klassifikation
Es können verschiedene Untergruppen unterschieden werden:
- Kongenitale Muskeldystrophien
- kongenitale Muskelreifungsstörungen, s. Entwicklung der Muskelfasern
- kongenitale Strukturmyopathien

## Klinische Erscheinungen
Gemeinsame klinische Kriterien sind:
- Krankheitsbeginn als Kind oder Kleinkind
- verminderter Muskeltonus, herabgesetzte Muskeleigenreflexe, allgemeine Muskelschwäche, wenig sichtbare Muskulatur
- Maskengesicht
- nur geringe Verschlechterung
- erblich (mit familiärer Häufung)
- häufig zusätzliche Dysmorphiezeichen
- jeweils charakteristische Veränderungen in der Muskelfaserstruktur

## Diagnose
Die Diagnose und Einteilung erfordert eine Muskelbiopsie.

## Syndrome
In der Datenbank Orphanet finden sich nachstehende Erkrankungen unter kongenitalen Myopathien:
- Cap-Myopathie[6]
- Carey-Fineman-Ziter-Syndrom
- Fetale Akinesie-zerebrale und retinale Blutungen-Syndrom[7]
- Fingerprint-Body-Myopathie
- Früh-beginnende Myopathie-Areflexie-Atemnot-Dysphagie-Syndrom[8]
- Chudley-Rozdilsky-Syndrome[9]
- King-Denborough-Syndrom, Synonym: Koussef-Nichols-Syndrom
- Klippel-Feil-Anomalie-Myopathie-Gesichtsdysmorphie-Syndrom[10]
- Kongenitale Myopathie mit Myasthenie-ähnlichem Beginn[11]
- Samariter-Myopathie, kongenitale[12]
- Aktin-Myopathie[13]
- Myopathie, kongenitale, mit Fasertyp-Disproportion[14]
- Kongenitale letale Myopathie Typ Compton-North, autosomal-rezessiv, Mutationen im CNTN1-Gen Chromosom 12 q12
- Myopathie mit hexagonal verknüpften tubulären Aggregaten[15]
- Myopathie mit tubulären Aggregaten[16]
- Myopathie mit zylindrischen Spiralen[17]
- Myosin-Myopathie, autosomal-dominante[18]
- Native-American-Myopathie[19] und das Möbius-Syndrom.[1]
- Qazi-Markouizos-Syndrom[20]
- Reducing-Body-Myopathie[21]
- Schwere Hypotonie-psychomotorische Entwicklungsverzögerung-Strabismus-Septumdefekt-Syndrom[22]
- Zebra-Körperchen-Myopathie[23]